# Reese Stalder
Reese Stalder (ur. 12 listopada 1996 w Newport Beach) – amerykański tenisista.

## Kariera tenisowa
W karierze dotarł do jednego finału turnieju cyklu ATP Tour w grze podwójnej. Zwyciężał też w sześciu turniejach z cyklu ATP Challenger Tour w grze podwójnej oraz siedmiu rangi ITF.
W rankingu gry pojedynczej najwyżej był na 956. miejscu (28 czerwca 2021), a w klasyfikacji gry podwójnej na 79. pozycji (19 czerwca 2023).

### Finały w turniejach ATP Tour
| Legenda                                      |
| -------------------------------------------- |
| Wielki Szlem                                 |
| Igrzyska olimpijskie                         |
| Tennis Masters Cup / ATP Finals              |
| ATP Masters Series / ATP Tour Masters 1000   |
| ATP International Series Gold / ATP Tour 500 |
| ATP International Series / ATP Tour 250      |

#### Gra podwójna (0–1)
| Końcowy wynik | Nr | Data           | Turniej      | Nawierzchnia | Partner        | Przeciwnicy                       | Wynik finału |
| ------------- | -- | -------------- | ------------ | ------------ | -------------- | --------------------------------- | ------------ |
| Finalista     | 1. | 19 lutego 2023 | Delray Beach | Twarda       | Rinky Hijikata | Marcelo Arévalo Jean-Julien Rojer | 3:6, 4:6     |